# 原天津英国领事官邸
原天津英国领事官邸坐落于天津英租界的咪哆士道与马场道交口（今和平区泰安道与浙江路交口转角处的浙江路1号），曾作为英国驻津领事的官邸使用。该建筑目前是天津市文物保护单位和特殊保护等级历史风貌建筑。

## 历史

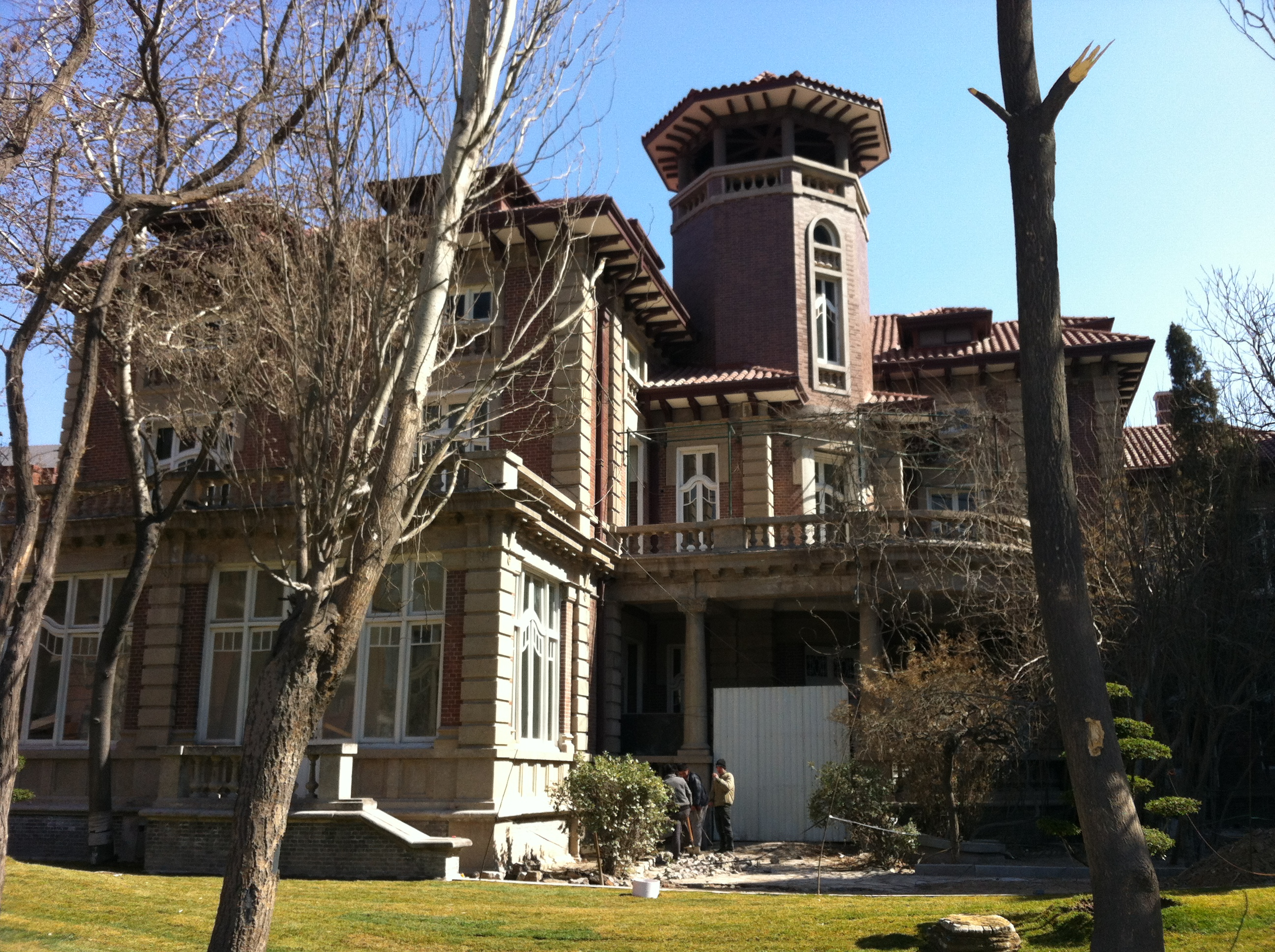
原天津英国领事官邸曾为纳森旧居

该建筑原为开滦矿务局总经理沃尔特·西米恩·纳森（Walter Simeon Nathan）的住宅，与开滦矿务局大楼相邻。1923年纳森卸任后搬出，次年被英国驻津领事馆工程办公室以约2万英镑买下，作为英国领事官邸。1953年英国驻津领事馆关闭后，该建筑连同原开滦矿务局大楼、附近的一处四合院建筑（现泰安道7号纳森旧宅），一同成为中共天津市委的办公区域；期间原英国领事官邸进行了一系列的改造。2020年3月至7月，原英国领事官邸进行了整修，之后阿里巴巴于10月入驻办公。

## 建筑
该建筑为二层砖木结构独立式住宅，平面布局不规则，外檐为硫缸砖清水墙面，主入口处由简化的爱奥尼克柱支撑上部露台，建筑转角处均附设壁柱。屋顶多坡，筒瓦屋面上出老虎窗，檐部出挑；屋顶有圆形塔楼。室内装饰豪华，木楼梯、木地板、木门窗至今保存完好。建筑整体造型简洁大方，细部装饰精美，具有英国民居风格，现为泰安道天津英式风情区的一部分。

## 保护
1997年6月2日，坐落于浙江路1号的“纳森旧宅”被公布为第三批天津市文物保护单位。2013年1月5日，“英国领事官邸旧址”被公布为第四批天津市文物保护单位，地址也是浙江路1号。目前文保挂牌、保护范围划定以及天津市文旅局发布的文保名单，均将泰安道7号纳森旧宅作为第三批市保的“纳森旧宅”，而将浙江路1号作为第四批市保“英国领事官邸旧址”。2005年8月31日，坐落于浙江路1号的“纳森旧居”被公布为首批天津市历史风貌建筑，挂牌时改称“原英领事官邸”。